# Partido Comunista (bolchevique) da Ucrânia
O Partido Comunista (bolchevique) da Ucrânia (em ucraniano: Комуністична Партія (більшовиків) України), abreviado como PCbU (КП(б)У) formou-se na conferência de Taganrog em abril de 1918 quando o primeiro governo bolchevique da Ucrânia foi dissolvido. Outras fontes acreditam a fundação em Moscovo em 12 de julho de 1918. 
Entre 1920 e 1925, existiu também na Ucrânia o Partido Comunista da Ucrânia, de ideologia comunista-nacionalista, que foi finalmente absorvido pelo PCbU. Em 1925, passou a denominar-se simplesmente Partido Comunista da Ucrânia. Em 1991, com a queda da União Soviética, o partido dissolveu-se, mas foi refundado posteriormente por antigos militantes com o mesmo nome: Partido Comunista da Ucrânia. 

## Antecedentes históricos
Os antecedentes do PCbU remontam-se à assembleia de Minsk em 1898, quando se reuniram os grupos de esquerda de Petrogrado, Moscovo e Kiev e o Bund judeu. Na Ucrânia, ao tempo que o grupo de Kiev, existiu desde o início um grupo em Ekaterinoslav, e depois da reunião de Minsk, surgiram novos grupos em Kharkov, Mikolaiv e Odesa. No II Congresso do Partido Operário Social-Democrata Russo (POSDR) - que na altura incluia também a Ucrânia como região do Império do Tsar - participaram doze delegados como representantes dos sete comités revolucionários ucranianos. Em 1904, formou-se um grupo unificado dos comités revolucionários do sul do país, mas ele deixou de existir após a falida Revolução de 1905, e não volveu organizar-se até o início de 1906. 
Após a Revolução de Fevereiro de 1917, entre o 10 e o 12 de julho organizou-se em Kiev a conferência regional do POSDR da região sul-ocidental (gubernias de Kiev, Poltava, Tchernigov, Crimeia e Podolia). Entre 13 e 15 desse mesmo mês, teve lugar a reunião dos grupos das gubernias de Ekaterinoslav e Kharkov. Depois desses congressos tentou-se efetivar uma união nacional em dezembro, mas o comité de Donetsk negou-se a participar na medida em que a sua expectativa era a criação da República Socialista Soviética de Donetsk-Krivoi Rog. 

## Fundação do Partido
Entre 19 e 20 de abril de 1918, reuniu-se pela primeira vez o Comité Executivo Central dos Sovietes da Ucrânia em Taganrog, com a presença daqueles delegados partidários de uma Ucrânia independente, como Georgi Piatakov ou Mikola Skripnik e também daqueles partidários de uma simples autonomia. Em Taganrog deu-se origem ao Orgburo do novo Partido, que teve como continuação o I Congresso do Partido Comunista (bolchevique) da Ucrânia, celebrado entre 5 e 12 de julho de 1918. 
O Partido desenvolveu inclusive o seu próprio Politburo do Comité Central, criado em 6 de março de 1919, sofrendo várias modificações do seu nome: em setembro de 1952 foi denominado Comité Central do PCbU; em outubro Buró do Comité Central do PCU, e uns dias mais tarde Presidium do Comité Central do PCU. Em junho de 1966 passou a denominar-se finalmente como Politburo do Comité Central do PCU. O primeiro Politburo esteve formado por Andrii Bubnov, Emanuel Kviring, Volodimir Mescheriakov, Georgi Piatakov, Christian Rakovski e, posteriormente, aderindo também Stanislav Kosior. 